# Orville Wright

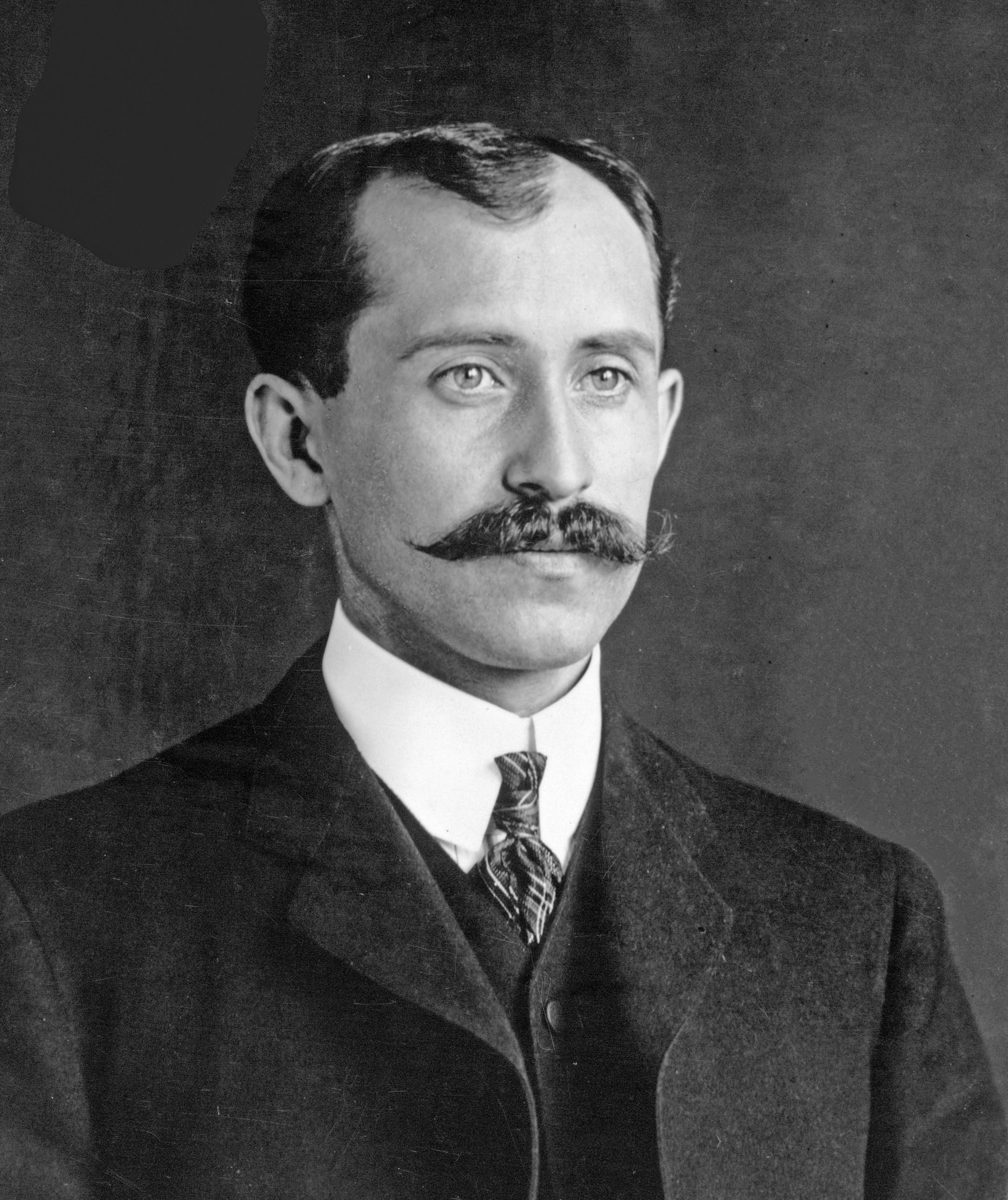
Orville Wright (1905)

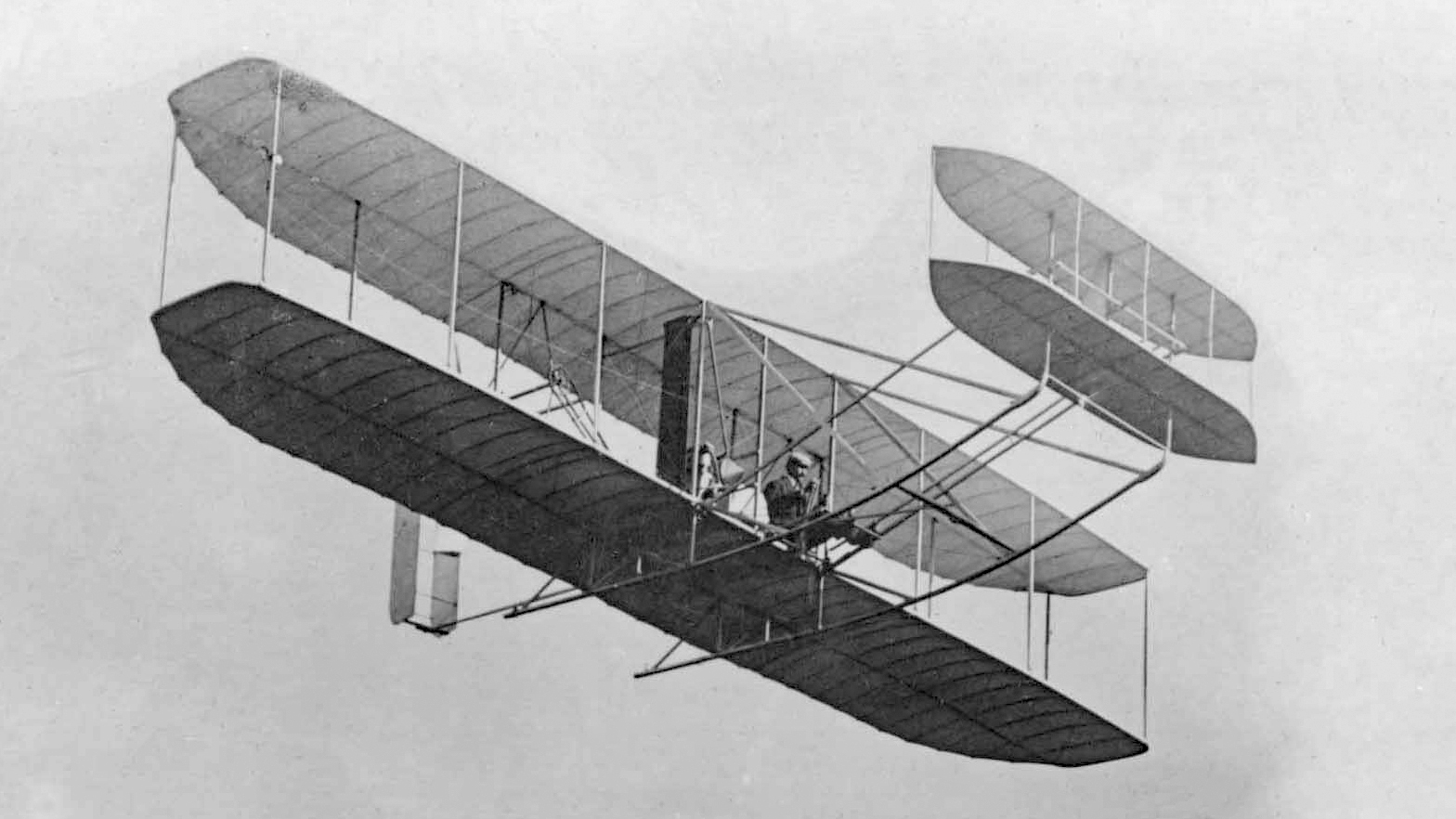
Orville Wright 1908 mit dem Wright Model A in Fort Myer, VA

Orville Wright (* 19. August 1871 in Dayton, Ohio; † 30. Januar 1948 ebenda) war ein US-amerikanischer Flugzeugbauer.

## Leben
Orville und seinem Bruder Wilbur Wright wird in seiner Heimat USA offiziell nach wie vor der erste kontrollierte Flug zuerkannt, was immer wieder angezweifelt wird. Wright flog am 17. Dezember 1903 mit einem Motorflugzeug namens Flyer in 12 Sekunden 37 Meter über den Sand von Kill Devil Hills.
1936 wurde Wright in die National Academy of Sciences gewählt.

## Sonstiges
Der britische Bauchredner Keith Harris benannte als Scherz seine Puppe Orville, eine Ente, die sich immer darüber beklagte, dass sie nicht fliegen könne, nach Orville Wright.

## Werke
- Orville Wright: How We Invented the Airplane: an illustrated history. McKay, New York 1953, ISBN 0-486-25662-6 (Reprint der Originalausgabe, Dover-Verlag, New York, 1988).

## Trivia
In der amerikanischen FOX-Serie The Orville wurde das Raumschiff der Protagonisten offensichtlich nach Orville Wright benannt. Zudem hat Kapitän Ed Mercer in der Serie ein Foto des ersten Fluges der Gebrüder Wright an der Wand in seinem Bereitschaftsraum und ein Modell des ersten Fluggerätes auf seinen Schreibtisch.